# کانی‌سفید (سلماس)
آغ بلاغ، روستایی است از توابع بخش مرکزی شهرستان سلماس استان آذربایجان غربی ایران.

## جمعیت
این روستا در دهستان کنارپروژ قرار داشته و بر اساس سرشماری سال ۱۳۸۵ جمعیت آن ۲۲۵نفر (۴۰ خانوار) 
بوده است.